# Лука (Хури)
Епископ Лука (в миру Лука Хабиб Хури, араб. لوقا الخوري‎; род. 1945 — 5 января 2021) — епископ Антиохийской православной церкви, епископ Сейднайский, викарий патриарха Антиохийского.

## Биография
Окончил богословскую школу Афинского университета со степенью доктора богословия, отлично овладел греческим языком.
На заседании Священного синода Антиохийской православной церкви 5—7 октября 1999 года архимандрит Лука был избран во епископа Сейднайского, патриаршего викария.
17 февраля 2012 года выступил на пресс-конференции РИА Новости в Москве, где сказал, что зачинщики беспорядков в Сирии управляются извне, кризис спровоцирован из «Стамбульского совета». Настоящие оппозиционеры могут быть только на родине; «оппозиционеры вне Сирии — это не оппозиционеры». «Те, кто кричат с Запада, что хотят свержения режима — не оппозиционеры, а разрушители своей страны, они толкают людей на насилие. Пусть они покажутся, пусть представят свою программу — чего они хотят после Асада? Если будут выборы в Сирии, они не получат ни одного голоса». В 2013 году призвал христиан взяться за оружие, чтобы защитить себя и свои святыни после захвата группы монахинь из древней деревни Маалула.
На 2016 год проживал в Дамаске, в здании патриархии у Успенского собора. Замещал патриарха во время его отсутствия, принимал официальные делегации.
Скончался вечером 5 января 2021 года в Бейрутской больнице от осложнений, вызванных коронавирусной инфекцией. 7 января в Дамаске патриарх Иоанн X возглавил отпевание почившего.